# Hippolyte Raymond
Pour les articles homonymes, voir Raymond.
Auguste Hippolyte Raymond né à Valréas le 20 février 1844 et mort à Saint-Mandé le 27 août 1895, est un auteur dramatique français.

## Biographie
Fils d'un moulinier en soie, Ambroise Auguste Raymond (1817-ap.1881) et d'une limonadière, Julie Maleval, il épouse le 18 août 1881, Louise Alexandrine Pauline Ternet (1854-ap.1895).
Ses pièces ont été représentées sur les plus grandes scènes parisiennes du XIXe siècle : Théâtre du Palais-Royal, Théâtre du Châtelet, Théâtre de la Renaissance, Théâtre des Folies-Dramatiques, etc.

## Œuvres
- Une fausse alerte, vaudeville en 1 acte, avec Ferdinand Debray, 1867
- Comédies et Pochades, Dentu, 1870
- Les Petits-neveux de mon oncle, comédie en 1 acte, 1872
- Les Petits Fils de Ménélas, vaudeville en 3 actes, avec Alphonse Dumas, 1874
- Le Million de M. Pomard, comédie en 3 actes, avec Jules Guillemot, 1875
- La Fille du clown, vaudeville en 2 actes, avec Alfred Duru, 1876
- Le Coucou, comédie en 3 actes, avec Alphonse Dumas, 1877
- Le Cabinet Piperlin, comédie-bouffe en 3 actes, avec Paul Burani, 1878
- La Dédicace, comédie en 1 acte, avec Georges Petit, 1878
- La Dernière Fredaine, vaudeville en 1 acte, avec Émile Clerc, 1879
- Le Ménage Popincourt, vaudeville en 1 acte, avec Maxime Boucheron, 1880
- Monsieur de Barbizon, comédie en 3 actes, avec G. Petit, 1880
- Le Voyage en Amérique, fantaisie, opérette en 4 actes, avec Maxime Boucheron, 1880
- Les Parisiens en province, comédie en 4 actes, avec Maurice Ordonneau, 1883
- Le Téléphone, vaudeville en 1 acte, avec Paul Burani, 1883
- Les Petites Voisines, vaudeville en 3 actes, avec Jules de Gastyne, 1885
- Maître Corbeau, comédie en 2 actes, avec Maurice Ordonneau, 1886
- Cocard et Bicoquet, comédie-vaudeville en 3 actes, avec Maxime Boucheron, 1888
- Mimi, vaudeville en 3 actes, avec Maxime Boucheron, 1888
- Le Prince Soleil, pièce à grand spectacle en 4 actes et 22 tableaux, avec Paul Burani, 1889
- La Coquette, vaudeville-opérette en 3 actes, avec Paul Burani, 1891
- Les Vingt-huit jours de Clairette, vaudeville-opérette en 4 actes, avec Antony Mars, 1892
- Les Maris d'une divorcée, 1892
- La Bonne de chez Duval, vaudeville-opérette en 3 actes, avec Antony Mars, musique de Gaston Serpette, avec Mily-Meyer dans le rôle de la bonne Zoé Michon, 1892
- Kiki, folie-vaudeville en 4 actes, avec Bertol-Graivil et Marc Sonal, 1894
- Miss Nicol-Nick, opérette en 4 actes, avec Antony Mars, 1895
- Les 2 nababs... L'Africain, habanera, chansons, avec Alexandre Dumas, non daté
- La Goguette, opérette vaudeville en trois actes, avec Paul Burani, non daté